# Языки Вануату
Официальными языками Вануату являются креольский язык бислама, английский и французский. Соседство двух последних в статусе официальных в рамках одного государства не очень типично — в данном случае оно объясняется достаточно уникальным положением территории современного Вануату в колониальный период. Большую часть XX века Новые Гебриды управлялись Великобританией и Францией совместно в форме кодноминиума. В этот период архипелаг был разделён этими странами на две зоны. В южной части в сферах управления, образования и торговли использовался английский, в северной — французский. Это разделение актуально до сих пор, хотя и не в самом классическом понимании — англофонами в Вануату называют людей из регионов, контролировавшихся Британией, а франкфонами — жителей северной части архипелага, при том что и те, и те в быту чаще всего пользуются языком бислама и местными меланезийскими идиомами, а английским и французским могут даже не владеть.
Роль языка межнационального общения на всей территории Вануату играет креольский язык бислама, сложившийся в результате контакта местных жителей и разных европейских народов, в первую очередь англичан. В качестве родного он используется в основном молодыми жителями крупнейших городов страны, таких как Порт-Вила и Люганвиль.

## Региональные языки
Более 96% населения страны составляют ни-вануату — представители различных коренных меланезийских народов. Точное число этих народов и их языков неизвестно из-за недостаточной изученности некоторых регионов и проблемы «язык или диалект». Термин языки ни-вануату не подразумевает лингвистического единства — все они относятся к океанийским языкам австронезийской семьи, но к разным группам внутри неё. Так, среди них есть северные и центральные вануатские языки, языковой комплекс южного Эфате, языки южновануатской группы и три полинезийских языка.
Некоторые региональные идиомы используются в образовании, а крупнейший по числу говорящих аборигенный язык рага даже используется как основной язык обучения в Меланезийском институте. Многие другие языки ни-вануату, однако, недостаточно изучены и даже не имеют письменности.
По мнению французского лингвиста Александра Франсуа, на данный момент в Вануату говорят примерно на 138 аборигенных языках. Если сопоставить это число с населением страны по состоянию на 2016 год и добавить ещё три неавстронезийских языка (бислама, английский и французский), Вануату оказывается самым разнообразной в языковом отношении государством — на один язык в среднем приходится всего 1932 носителя.